# セルゲイ・タラソフ (ピアニスト)
セルゲイ・タラソフ (Sergei Tarasov、1971年 - )はロシアのクラシック音楽のピアニスト。

## 略歴
1989年、第4回日本国際音楽コンクールピアノ部門にて2位に入賞。なおこの時の舞台裏は中村紘子の「コンクールでお会いしましょう」によれば、タラソフはモスクワ音楽院の有力な学生ではなかったため、審査員がモスクワ音楽院の教授で占められていた選抜オーディションで年齢の幼さを理由のみにはねられてしまった。その結果に怒った父親が自費で息子を東京まで送り出して、4人の正規のソ連代表達を抑え見事2位に入賞した。これがモスクワ音楽院の教授達の反感を買い1990年のチャイコフスキーコンクールの本選には残れたが入賞どまりであった。
その後、正規にモスクワ音楽院の「主要な」学生となってレフ・ナウモフの元で研鑽を積み、優秀な成績で卒業。以後、国際主要コンクールの常連として世界中で有名になった。国際音楽コンクール世界連盟に登録したコンクールに、9回も本選へ出場した。運悪く飲酒に伴う人身事故で、2年ほど謹慎を余儀なくされた。謹慎後、再び質の高い演奏活動を展開してモンテカルロ音楽達人杯ピアノ部門2009では1970年代生まれの他国のピアニストを寄せ付けず完勝。
現在も、ソロ・リサイタルほかを繰り広げている。ディスコグラフィーには積極的ではなく、コンクール時の演奏が時折みられる程度である。

## 受賞歴
- 1988年 - プラハの春国際音楽コンクールピアノ部門 - 第一位
- 1989年 - 日本国際音楽コンクールピアノ部門 - 第二位
- 1990年 - チャイコフスキー国際コンクール - 本選出場
- 1991年 - アラバマ国際ピアノコンクール - 第一位
- 1995年 - ルービンシュタイン国際ピアノコンクール - 第二位
- 1995年 - ブゾーニ国際ピアノコンクール - 第二位
- 1996年 - シドニー国際ピアノコンクール - 第一位
- 1997年 - 浜松国際ピアノコンクール - 第三位
- 1998年 - ポルトガル・ポルト市国際音楽コンクール - 第一位
- 1998年 - チャイコフスキー国際コンクールピアノ部門 - 第四位
- 1999年 - 国際ピアノコンクール・ハエン賞 - 第一位
- 2001年 - アンドラ国際ピアノコンクール - 第一位
- 2003年 - モンテカルロ音楽達人杯ピアノ部門 - 本選出場
- 2006年 - ヴァルセージア国際音楽コンクールピアノ部門 - 第一位
- 2006年 - CIPCE - 第一位
- 2009年 - モンテカルロ音楽達人杯ピアノ部門 - 第一位

## ディスコグラフィー
- Sergei Tarasov - Piano (CD, Album) Melodiya GCD 00006 1990[1]
- The Young Tarasov (CD, Album) Art & Electronics AED-68018 1990[2]
- CDK Music CDK0050[3] 2016